# Childersburg
Childersburg é uma cidade localizada no estado americano do Alabama, no Condado de Shelby e Condado de Talladega.

## Demografia
Segundo o censo americano de 2000, a sua população era de 4927 habitantes.
Em 2006, foi estimada uma população de 4985, um aumento de 58 (1.2%).

## Geografia
De acordo com o United States Census Bureau, a localidade tem uma área de 20,5 km², dos quais 20,0 km² cobertos por terra e 0,5 km² cobertos por água. Childersburg localiza-se a aproximadamente 141 m acima do nível do mar.

## Localidades na vizinhança
O diagrama seguinte representa as localidades num raio de 16 km ao redor de Childersburg.